# Michael Francke
Michael Francke, auch Michael Franke, († 1707) war ein deutscher Unternehmer. Er wurde zunächst Inspektor des Kobalt- und Blaufarbenwerkes Schneeberg, des damals bedeutsamsten und einzigen Werkes dieser Art in Sachsen, und dann einer der Betreiber des privilegierten Messingwerkes Niederauerbach, das ebenfalls einzigartig in Sachsen war.

## Leben
Franke stammte aus dem Erzgebirge und hatte in der Blaufarbenherstellung soviel praktische Erfahrungen gewonnen, dass er vom sächsischen Kurfürsten Johann Georg III. am 27. Januar 1684 zum Inspektor der Kobalt- und Farbenwerke in Schneeberg ernannt wurde. Verbunden damit war auch die Kontrolle über die Kobaltvorräte und das Befahren der Kobaltgruben. Außerdem wurde er vom Kurfürsten dafür verantwortlich gemacht, dass kein Kobalt aus Sachsen in Farbmühlen auf böhmischen Gebiet verarbeitet wird. Gleichzeitig war Franke damit auch Inspektor des neuentstandenen Blaufarbenwerks Zschopenthal.
Gemeinsam mit dem Amtmann Georg Andreas Conradi aus Dresden, dem Handelsmann Johann Schwabe aus Leipzig und dem Freiberger Bürgermeister Martin Albert gründete Franke mit Vertrag vom 10. November 1696 die Messinghandels-Sozietät, die das Messingwerk Niederauerbach bis ins 19. Jahrhundert leiten sollte. Mit Frankes kinderlosem Tod 1707 erlosch dessen Anteil an der Betreibergesellschaft des Messingwerkes.